# Grand Prix automobile d'Europe 2002
GP précédent GP suivant
Le Grand Prix automobile d'Europe 2002 (2002 Allianz Grand Prix of Europe), disputé sur le Nürburgring en Allemagne le 23 juin 2002, est la 689e épreuve de l'histoire du championnat du monde de Formule 1 courue depuis 1950 et la neuvième manche du championnat 2002.

## Classement
| Pos  | N° | Pilote                | Écurie           | Tours | Temps/Abandon                      | Grille | Points |
| ---- | -- | --------------------- | ---------------- | ----- | ---------------------------------- | ------ | ------ |
| 1    | 2  | Rubens Barrichello    | Ferrari          | 60    | 1 h 35 min 07 s 426 (194,677 km/h) | 4      | 10     |
| 2    | 1  | Michael Schumacher    | Ferrari          | 60    | + 0 s 294                          | 3      | 6      |
| 3    | 4  | Kimi Räikkönen        | McLaren-Mercedes | 60    | + 46 s 435                         | 6      | 4      |
| 4    | 5  | Ralf Schumacher       | Williams-BMW     | 60    | + 1 min 06 s 963                   | 2      | 3      |
| 5    | 15 | Jenson Button         | Renault          | 60    | + 1 min 16 s 944                   | 8      | 2      |
| 6    | 8  | Felipe Massa          | Sauber-Petronas  | 59    | + 1 tour                           | 11     | 1      |
| 7    | 7  | Nick Heidfeld         | Sauber-Petronas  | 59    | + 1 tour                           | 9      |        |
| 8    | 14 | Jarno Trulli          | Renault          | 59    | + 1 tour                           | 7      |        |
| 9    | 12 | Olivier Panis         | BAR-Honda        | 59    | + 1 tour                           | 12     |        |
| 10   | 17 | Pedro de la Rosa      | Jaguar-Cosworth  | 59    | + 1 tour                           | 16     |        |
| 11   | 21 | Enrique Bernoldi      | Arrows-Cosworth  | 59    | + 1 tour                           | 21     |        |
| 12   | 11 | Jacques Villeneuve    | BAR-Honda        | 59    | + 1 tour                           | 19     |        |
| 13   | 20 | Heinz-Harald Frentzen | Arrows-Cosworth  | 59    | + 1 tour                           | 15     |        |
| 14   | 25 | Allan McNish          | Toyota           | 59    | + 1 tour                           | 13     |        |
| 15   | 23 | Mark Webber           | Minardi-Asiatech | 58    | + 2 tours                          | 20     |        |
| 16   | 10 | Takuma Satō           | Jordan-Honda     | 58    | + 2 tours                          | 14     |        |
| Abd. | 24 | Mika Salo             | Toyota           | 51    | Boîte de vitesses                  | 10     |        |
| Abd. | 22 | Alex Yoong            | Minardi-Asiatech | 48    | Panne hydraulique                  | 22     |        |
| Abd. | 16 | Eddie Irvine          | Jaguar-Cosworth  | 41    | Panne hydraulique                  | 17     |        |
| Abd. | 6  | Juan Pablo Montoya    | Williams-BMW     | 27    | Collision                          | 1      |        |
| Abd. | 3  | David Coulthard       | McLaren-Mercedes | 27    | Collision                          | 5      |        |
| Abd. | 9  | Giancarlo Fisichella  | Jordan-Honda     | 26    | Collision                          | 18     |        |

## Pole position et record du tour
- Pole position :  Juan Pablo Montoya (Williams-BMW) en 1 min 29 s 906 (205,975 km/h)[1].
- Meilleur tour en course :  Michael Schumacher (Ferrari) en 1 min 32 s 226 (200,794 km/h) au vingt-sixième tour[2].

## Tours en tête
- Rubens Barrichello (Ferrari) : 60 tours (1-60)[3].

## Statistiques
Le Grand Prix d'Europe 2002 représente :
- la 7e pole position de Juan Pablo Montoya[4] ;
- la 2e victoire de Rubens Barrichello[5] ;
- la 151e victoire pour Ferrari en tant que constructeur[6] ;
- la 151e victoire pour Ferrari en tant que motoriste[7] ;
- le 100e Grand Prix de sa carrière pour Giancarlo Fisichella[8].